# マリア・フォン・メクレンブルク
マリア・フォン・メクレンブルク（ドイツ語：Maria von Mecklenburg, 1363/5年 - 1402年5月13日以降）は、ポメラニア公妃。
マリアはメクレンブルク公ハインリヒ3世とデンマーク王女インゲボー（デンマーク王ヴァルデマー4世の娘）の間の娘である。
1380年にポメラニア公ヴァルティスラフ7世と結婚し、以下の子女をもうけた。
- ボギスラフ（1382年 - 1459年） - ノルウェー・デンマーク・スウェーデン王エーリク7世
- カタリーナ・ゾフィー（1390年頃 - 1426年） - 1407年にプファルツ＝ノイマルクト公ヨハンと結婚、クリストファ3世の母